# Dominic Mai Thanh Luong
Dominic Mai Luong (em vietnamita: Đa Minh Mai Thanh Lương; Minh Cường, Vietnã, 20 de dezembro de 1940 - 6 de dezembro de 2017) foi um clérigo vietnamita-americano e bispo auxiliar católico romano de Orange, Califórnia.
Seu nome combina a tradição de nomenclatura ocidental (Dominic como primeiro nome antes do sobrenome Mai) com vietnamita (Luong como nome pessoal vem depois do sobrenome).
Dominic Mai Luong nasceu no Vietnã, onde frequentou uma escola primária franco-vietnamita e mais tarde a Holy Family Seminary High School. Ele então morou no seminário em Buffalo, Nova York, e no Seminário St. Bernard em Rochester, Nova York, onde estudou filosofia e teologia. Luong então continuou seus estudos e se formou no Canisius College em Buffalo.

Dominic Mai Luong recebeu o Sacramento das Ordens Sagradas para a Diocese de Da Nang em 21 de maio de 1966 em Buffalo. No entanto, as circunstâncias não lhe permitiram regressar à sua pátria, razão pela qual foi incardinado no clero da Arquidiocese de Nova Orleães em 1976.
Em Nova Orleans, ele liderou o apostolado vietnamita de 1976 a 1983, quando se tornou pastor da igreja. Em 1986, o Papa João Paulo II o nomeou monsenhor. Luong dirigiu o Centro Pastoral Nacional do Apostolado Vietnamita de 1989 a 2003. Ele também serviu como membro do Presbitério da Arquidiocese de 1987 a 2003 e como Reitor de New Orleans East em 2002 e 2003.
Em 25 de abril de 2003, o Papa João Paulo II o nomeou Bispo Titular de Cebarades e Bispo Auxiliar de Orange, Califórnia. O bispo de Orange, na Califórnia, Tod David Brown, consagrou-o em 11 de junho do mesmo ano na Igreja de São Columbano em Garden Grove; Os co-consagradores foram o Arcebispo de Nova Orleans, Alfred Clifton Hughes, e o Bispo Auxiliar de Orange, Califórnia, Jaime Soto.
Seu lema é Você não é mais estrangeiro e forasteiro e vem da carta do Apóstolo Paulo aos Efésios (Ef 2:19).
O Papa Francisco aceitou sua aposentadoria em 20 de dezembro de 2015.